# Surface Book
 Il Surface Book è un PC 2in1 progettato e prodotto da Microsoft, parte della linea di dispositivi Microsoft Surface dell'azienda. Surface Book si distingue dagli altri dispositivi Surface principalmente per la sua base rimovibile, che utilizza una cerniera meccanica chiamata "dynamic fulcrum hinge" che si espande quando viene aperta (per meglio bilanciare il baricentro del dispositivo). La base contiene, oltre alla tastiera full-size, una seconda batteria, delle porte e una scheda grafica discreta opzionale utilizzabile quando la parte dello schermo (chiamata "clipboard") è agganciata ad essa. Contrariamente ai dispositivi Surface Pro, che sono commercializzati come tablet, il Surface Book è commercializzato come PC portatile.

## Storia
Surface Book è stato annunciato da Microsoft il 6 ottobre 2015, insieme a Surface Pro 4 . Era disponibile per il preordine dal giorno seguente ed è stato rilasciato e spedito a partire dal 26 ottobre 2015.
Quando Panos Panay, vicepresidente di Microsft a capo della divisione dispositivi di Microsoft, ha presentato il Surface Book alla stampa, lo ha inizialmente presentato (usando un video promozionale) come un normale portatile diretto concorrente del MacBook Pro, prima di rivelare la sua vera natura di dispositivo ibrido (mostrando il resto del video in cui lo schermo viene rivelato staccabile e compatibile con la penna per Surface).
Il 26 ottobre 2016, Microsoft ha annunciato una versione rivisitata di Surface Book, aggiornata con una nuova GPU Nvidia GeForce GTX 965M e una batteria migliorata rispetto al modello originale.
Il 17 ottobre 2017, Microsoft ha rivelato il successore del Surface Book, il Surface Book 2, che è stato a sua volta sostituito dal Surface Book 3 a maggio 2020.

## Caratteristiche

### Design
Il design del Surface Book nacque dall'obiettivo di progettare un tablet convertibile 2in1 che potesse essere utilizzato come un laptop e non richiedesse che la tastiera fosse più pesante della porzione del tablet per supportare e bilanciare il peso del tablet. Per raggiungere questo obiettivo, il team sviluppo di Surface ha sviluppato una speciale cerniera che aumenta la base di appoggio del dispositivo una volta aperto, mantenendo così l'equilibrio. Oltre alla cerniera è presente un meccanismo "muscle wire lock" che fissa le due parti tra loro quando vengono collegate e le scollega i quando richiesto. I fili di questo meccanismo sono realizzati in nichel-titanio, una lega che si contrae quando esposto a una corrente elettrica; premendo un pulsante di rilascio sulla tastiera si invia un impulso elettrico attraverso i fili che collegano o rilasciano le clip di aggancio. Il team ha inoltre collaborato con il team Microsoft che si occupa dello sviluppo di Windows 10 in modo che il sistema operativo sia in grado di passare al momento dalla scheda video integrata (che si trova nella parte tablet) a quella dedicata (che risiede invece nella base del dispositivo) quando disponibile senza riavviii o tempi di attesa.
La parte tablet dispone di una durata della batteria limitata (2-3 ore) ed è pensata per essere usata ad esempio per prendere appunti con la SurfacePen. Nel suo complesso il dispositivo ha una durata della batteria stimata di 12 ore, considerando anche la consistente batteria presente nella base.  La tastiera del Surface Book è considerata un componente primaria del dispositivo ed è inclusa in tutti i modelli.
Come la linea Surface Pro, il Surface Book è realizzato in una lega di magnesio lavorato. La speciale cerniera consente di usare il dispositivo con lo schermo ad angolazione normale per un laptop, senza l'utilizzo del kickstand presente sulla serie Surface e Surface Pro.

### Hardware
Surface Book rappresenta per la famiglia Surface una nuova categoria di dispositivi senza predecessori. A differenza del Surface Pro dove la tastiera Type Cover è venduta separatamente e considerata opzionale, la tastiera del Surface Book risiede nella base del dispositivo che viene venduto come pezzo unico. la base contiene due porte USB 3.0 e uno slot per schede SD a dimensione standard a sinistra, una porta Mini DisplayPort e la SurfaceConnect (utilizzata per la ricarica, lo scambio dati e l'output video) a destra, ha una batteria aggiuntiva integrata e una GPU discreta Nvidia opzionale. La parte dello schermo chiamata "clipboard" può essere utilizzata sganciata dalla base per essere utilizzata come un tablet mentre collegata alla base offre le prestazioni di un PC portatile.
Il display multi-touch a 10 punti da 13,5 pollici ha rapporto di 3:2 (come tutti gli altri dispositivi Surface a partire da Surface Pro 3) e una risoluzione di 3000x2000 (267 PPI). Supporta l'input penna della Surface Pen e il Surface Dial.
Surface Book è equipaggiato con i processori Intel di sesta generazione Skylake Intel Core i5 o i7.
Su tutti i modelli è disponibile la GPU integrata Intel HD Graphics 520. Le configurazioni più prestanti di Surface Book contengono nella base una scheda video dedicata Nvidia GeForce 940M. Surface Book è in grado di connettere e disconnettere automaticamente la GPU dedicata senza richiedere il riavvio del dispositivo quando l'utente collega e scollega la parte tablet dalla base. Windows gestisce automaticamente le due schede video (integrata e dedicata) in base ai programmi in uso in modo da massimizzare la durata della batteria.
Sono disponibili due tagli di memoria RAM : 8 o 16 GB e quattro opzioni SSD : 128, 256, 512 GB o 1 TB (versione da 1TB non disponibile in tutti i paesi).
A fianco della fotocamera frontale è presente una fotocamera a infrarossi che supporta l'accesso con Windows Hello.

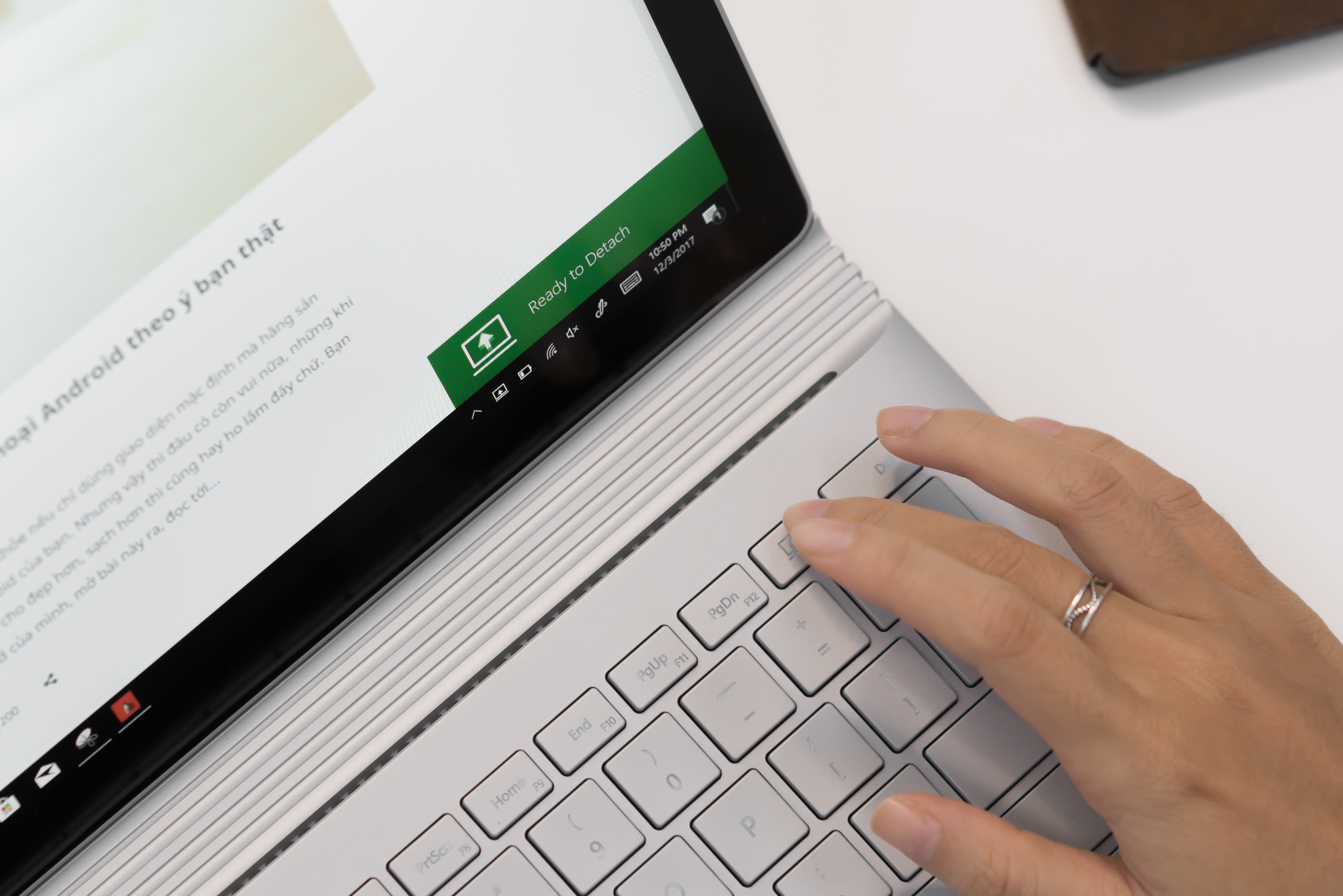
Notifica di sistema su Surface Book che consente all'utente di staccare la parte tablet

| Configurazioni disponibili di Surface Book | Configurazioni disponibili di Surface Book | Configurazioni disponibili di Surface Book | Configurazioni disponibili di Surface Book | Configurazioni disponibili di Surface Book | Configurazioni disponibili di Surface Book |
| Prezzo di listino (USD)                    | Diagonale schermo                          | CPU                                        | GPU                                        | RAM                                        | SSD                                        |
| ------------------------------------------ | ------------------------------------------ | ------------------------------------------ | ------------------------------------------ | ------------------------------------------ | ------------------------------------------ |
| 1499                                       | 13.5"                                      | Intel Core i5-6300U                        | Intel HD 520                               | 8 GB                                       | 128 GB                                     |
| 1699                                       | 13.5"                                      | Intel Core i5-6300U                        | Intel HD 520                               | 8 GB                                       | 256 GB                                     |
| 2099                                       | 13.5"                                      | Intel Core i5-6300U                        | Intel HD 520                               | 8 GB                                       | 512 GB                                     |
| 2499                                       | 13.5"                                      | Intel Core i7-6600U                        | Intel HD 520                               | 16 GB                                      | 512 GB                                     |
| 1899                                       | 13.5"                                      | Intel Core i5-6300U                        | Nvidia GeForce 940M 1 GB                   | 8 GB                                       | 256 GB                                     |
| 2099                                       | 13.5"                                      | Intel Core i7-6600U                        | Nvidia GeForce 940M 1 GB                   | 8 GB                                       | 256 GB                                     |
| 2699                                       | 13.5"                                      | Intel Core i7-6600U                        | Nvidia GeForce 940M 1 GB                   | 16 GB                                      | 512 GB                                     |
| 2399                                       | 13.5"                                      | Intel Core i7-6600U                        | Nvidia GeForce 965M 2 GB                   | 8 GB                                       | 256 GB                                     |
| 2799                                       | 13.5"                                      | Intel Core i7-6600U                        | Nvidia GeForce 965M 2 GB                   | 16 GB                                      | 512 GB                                     |
| 3299                                       | 13.5"                                      | Intel Core i7-6600U                        | Nvidia GeForce 965M 2 GB                   | 16 GB                                      | 1 TB                                       |

#### Surface Book con Performance Base
All'evento Microsoft del 26 ottobre 2016, Microsoft ha annunciato una versione rivisitata del Surface Book che garantiva prestazioni migliorate grazie a una GPU discreta Nvidia GeForce GTX 965M con 2 GB di memoria video GDDR5 (anziché 1 GB). La base di questo modello è più spessa dell'originale per permettere una migliore dissipazione per la GPU più prestante e l'inserimento di una batteria più capiente. Questo modello è anche leggermente più pesante (di 0,14 Kg) ed è disponibile solo con un processore Intel Core i7.

### Software
Surface Book viene venduto con una versione preinstallata a 64 bit di Windows 10 Pro e una versione di prova di Microsoft Office di 30 giorni.

### Accessori
Come i dispositivi Surface Pro, Surface Book include una Surface Pen con supporto a 1024 livelli di pressione. È inoltre disponibile un kit di punte per SurfacePen, che include un set di punte per penne di vario diametro destinate ad artisti e illustratori.

## Accoglienza

### Critiche
Al momento del rilascio, il Surface Book ha ricevuto il plauso dalla critica per il suo design futurisco e le funzionalità mai viste prima su un PC portatile. Tuttavia, non sono mancate le critiche per la mancanza di alcune caratteristiche come la connettività LTE e le porte USB-C, e per prezzo elevato dei modelli più prestanti. Non sono mancati diversi problemi ai driver tra cui quelli responsabili del collegamento tra parte tablet e base, risolti solo in seguito con degli aggiornamenti. Il Surface Book è stato criticato anche per la bassa riparabilità, principalmente a causa dell'uso di colla anziché di viti e per l'impossibilità di aggiornare CPU e RAM che sono entrambe saldate alla scheda madre.

### Restituzioni
A causa degli iniziali problemi software, il Surface Book è stato soggetto ad un alto tasso di restituzione nei primi mesi di vendita.